# Iglesia cristiana y casa parroquial
La Iglesia cristiana y casa parroquial son dos históricas edificaciones que funcionaron como iglesia y casa parroquial en Plantersville, Alabama, Estados Unidos. Tanto la iglesia como la casa parroquial fueron construidas en 1898. Ambos edificios fueron agregados al Registro Nacional de Lugares Históricos en 1987.